# Stanisław Przyborowski

Herb Sulima

Stanisław Przyborowski herbu Sulima (zm. 1644-1653) – kasztelan rogoziński, kasztelan biechowski.

## Rodzina
Poślubił Zofię Gembicką herbu Nałęcz, siostrę Piotra (1585-1657), biskupa krakowskiego, Stefana (zm. 1653) wojewody łęczyckiego, Jana (zm. 1675), biskupa płockiego, kujawskiego i chełmińskiego, Andrzeja (zm. 1654) biskupa pomocniczego gnieźnieńskiego, Krzysztofa (zm. 1659) kasztelana gnieźnieńskiego i poznańskiego oraz Bonawentury. Z małżeństwa urodziło się troje dzieci: Anna, późniejsza żona Wojciecha Brudzyńskiego; Dorota, żona Stanisława Wyssogoty Zakrzewskiego oraz syn Wawrzyniec-Stanisław, podczaszy kaliski.

## Pełnione urzędy
Pełnił obowiązki starosty rogowskiego od 1634 roku. Od 1635 roku przez 4 lata sprawował urząd kasztelana biechowskiego. W latach (1639-1644) na stanowisku kasztelana rogozińskiego.